# Maslama al-Mayriti
Âbû-l-Qâsim Maslama ibn Âhmad al-Faradi al-Hasib al-Qurtubî al-Maŷrîtî (en árabe: أبو القاسم مسلمة بن أحمد المجريطي‎), o simplemente Maslama al-Mayriti (Madrid, c. 950-Córdoba, c. 1007), fue un astrónomo, astrólogo, alquimista, matemático y polígrafo hispanoárabe.

## Biografía
Nacido a mediados del siglo X en Madrid, su nisba o gentilicio, al-Maŷrītī, significa el madrileño. Es el más famoso de los primeros madrileños de nombre conocido, aunque en las fuentes se recogen nombres de otros personajes originarios o residentes en Madrid anteriores incluso a Maslama.
Fue uno de los intelectuales de mayor reputación del Califato de Córdoba, y se le llegó a conocer como el Euclides de España. Fue un gran astrónomo, resumió las tablas de Al-Juarismi y tradujo el Planisferio de Ptolomeo. Estos conocimientos se habrían transferido posteriormente a los reinos cristianos, sirviendo para construir los primeros astrolabios, como el de Barcelona (o de Destombes).
También fue el consejero astrológico de Almanzor, indicando los momentos oportunos en que debía empezar sus campañas, y se dice que pronosticó el fin del Califato y los detalles de cómo iba a ocurrir mucho antes de que tales hechos pasaran.
La leyenda dice que tuvo una hija y colaboradora, llamada Fátima de Madrid, pero la existencia de este personaje no está atestiguada por las fuentes históricas.
Murió entre 1007 y 1008 en Córdoba. Se le atribuye la autoría del Libro de Picatrix.

## Reconocimientos
El planeta extrasolar Majriti, que orbita la estrella Titawin en la constelación de Andrómeda, fue denominado así en su honor a partir del proyecto NameExoWorlds.